# Cửa Ba Lạt
Cửa Ba Lạt là cửa biển ở miền Bắc Việt Nam nơi sông Hồng đổ ra vịnh Bắc Bộ giữa huyện Giao Thủy, tỉnh Nam Định ở hữu ngạn - bờ nam và huyện Tiền Hải, tỉnh Thái Bình ở tả ngạn - bờ bắc.
Doi dất ngay bờ bắc là cồn Vành, còn cồn Lu là doi đất án ngữ phía nam. Trên cồn Vành có hải đăng cao 38 mét xây từ năm 1962 để giúp tàu bè qua lại cửa biển.

## Lịch sử
Cửa Ba Lạt cho đến thế kỷ 18 là nhánh sông nhỏ trong khi nhánh sông chính là sông Sò (Ngô Đồng) với hai cửa Lân và cửa Hà Lạn. Năm 1787 nhân một cơn lũ lớn dâng nước ngập và khai thông cửa Ba Lạt thành cửa lớn trong khi sông Sò bị bồi lấp dần. Thời điểm đó sử ghi là Ba Lạt phá hội với nhiều ruộng vườn biến mất trong khi dải đất mới hiện ra gây ra những vụ tranh chấp đất đai.
Ba Lạt cũng được nhắc đến trong Hòa ước Nhâm Tuất 1862 khi người Pháp ép triều đình Huế phải mở sông Hồng thông thương và cho phép tàu thuyền Pháp và I Pha Nho ra vào cửa Ba Lạt.
Với lượng phù sa của do dòng sông đem về, cửa Ba Lạt đã di chuyển dần, lấn ra biển; tính từ cuối thế kỷ 19/đầu thế kỷ 20 thì bên Giao Thủy đã tiến thêm ra biển 1 km còn bên Kiến Xương thì tăng thêm 2 km.

## Hiện trạng
Thủy văn của cửa biển này có tác động làm sạt lở bờ phía Nam Định trong khi bồi lên bên phía Thái Bình. Tình trạng này vào thế kỷ 21 thì chính con người đã góp phần gây thêm thiệt hại vì nạn hút cát trái phép.
Việc phá rừng ngập để làm ao nuôi tôm, cá, ngao và tăng gia diện tích canh tác cũng đã gây thiệt hại môi sinh song nhận thức được nguy cơ này đã giúp việc thành lập Vườn quốc gia Xuân Thủy năm 2003 giúp phục hồi hệ sinh thái rừng ngập dưới công ước quốc tế Ramsar.